# Duarte Pio de Bragança
Duarte Pio de Bragança (n. 15 mai 1945), este pretendent la tronul portughez , ca șef al Casei de Bragança. Duarte Pio este strănepot al regelui Miguel I al Portugaliei. Linia masculină care descinde din regina Maria a II-a s-a stins în 1932; singurii Bragança care au  rămas sunt descendenții regelui Miguel (ramura braziliană s-a stins în 1921).

## Biografie

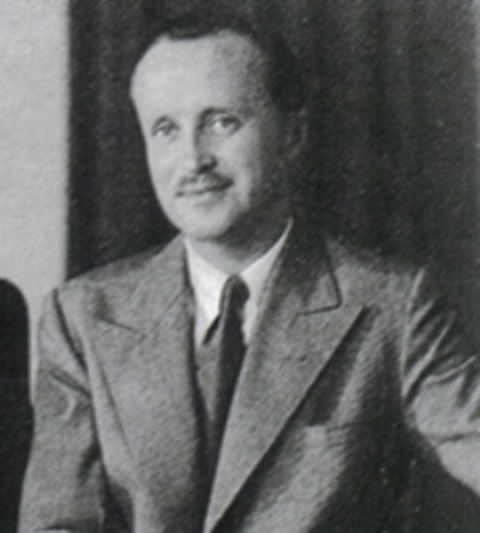
Duarte Nuno de Bragança, tatăl lui Duarte Pio.

Duarte Pio João Miguel Gabriel Rafael s-a născut la 15 mai 1945 la Berna, Elveția, ca primul din cei trei fii ai lui Duarte Nuno de Bragança și a soției acestuia, Maria Francisca de Orléans-Bragança. tatăl său a fost nepot al regelui Miguel I al Portugaliei în timp ce mama sa a fost strănepoata regelui Pedro I al Braziliei, care a fost fratele mai mare al lui Miguel.
Prin tatăl său, el este membru al ramurei migueliste a Casei de Bragança. Nașii lui Duarte Pio sunt: Papa Pius al XII-lea, regina Amélie de Orléans (mama regelui Manuel al II-lea, ultimul rege al Portugaliei), și mătușa sa, Adelgundes de Bragança, Contesă de Bardi. De la naștere, Duarte Pio a deținut titlul onorific de Dom (Lord) și Alteță Regală și, până la moartea tatălui său, a deținut și titlurile de Prinț de Beira și Duce de Barcelos.
La momentul nașterii sale, lui Duarte Pio și restului familiei le era interzis să intre în Portugalia de către legea exilului din 19 decembrie 1834. La 27 mai 1950, Adunarea Națională a Portugaliei a revocat legea. În 1951, Dom Duarte a vizitat Portugalia pentru prima dată, însoțit de mătușa sa, Filipa de Bragança. În 1952, el s-a mutat permanent în Portugalia cu părinții și frații.
Onoruri
 Slovacia: Medalia Memorială Arborele Păcii în clasă specială cu rubine.